# Europese zwarte weduwe
De Europese zwarte weduwe (Latrodectus tredecimguttatus), ook soms Mediterrane zwarte weduwe, steppekogelspin of karakurt (uit het Russisch: каракурт) genoemd, is een spin uit de familie der kogelspinnen. Haar leefgebied behelst het hele gebied rond de Middellandse Zee, van Spanje tot Centraal-Azië. Een andere, triviale benaming is Latrodectus lugubris, maar die naam komt slechts nog zelden voor in de literatuur.
De Europese zwarte weduwe bezit een zwart cephalothorax en het abdomen is zwart met dertien oranje vlekken (vandaar de Latijnse naam: tredecimguttatus betekent dertiengespikkeld), die omzoomd zijn met witte lijnen.
Het krachtige gif van deze spin was reeds bij de Grieken bekend. In 2004 werd in Kazachstan zelfs beweerd dat de beet van een Europese zwarte weduwe verantwoordelijk zou zijn voor de dood van een kameel.